# Blue Ridge (Texas)
Blue Ridge es una ciudad ubicada en el condado de Collin, Texas, Estados Unidos. Según el censo de 2020, tiene una población de 1180 habitantes.
Es parte del Dallas-Fort Worth metroplex, aunque mantiene su vida de pequeño pueblo.

## Geografía
La ciudad está ubicada en las coordenadas 33°17′54″N 96°23′52″O / 33.29833, -96.39778. Según la Oficina del Censo de los Estados Unidos, Blue Ridge tiene una superficie total de 2.89 km², correspondientes en su totalidad a tierra firme.

## Demografía
Según el censo de 2020, hay 1180 personas residiendo en Blue Ridge. La densidad de población es de 408,30 hab./km². El 66.44% de los habitantes son blancos, el 0.77% son afroamericanos, el 1.78% son amerindios, el 0.85% son asiáticos, el 14.32% son de otras razas y el 15.85% son de una mezcla de razas. Del total de la población, el 31.78% son hispanos o latinos de cualquier raza.